# Лангваген, Василий Яковлевич
Васи́лий Я́ковлевич Лангва́ген (нем. Wilhelm Langwagen; 1813—1863) — архитектор, академик и профессор архитектуры Императорской Академии художеств. Автор ряда зданий в Санкт-Петербурге. Отец архитектора Якова Лангвагена.

## Биография
Учился в Петришуле (1821—1827). Был принят в Императорскую Академию художеств (1828) своекоштным учеником. Получил малую серебряную медаль Академии (1830) за курсовой проект. Окончил Академию художеств (1832), получив звание свободного художника за проект «Губернского присутственного места». Был признан «назначенным в академики» (1837). Избран в академики (1838) за проект «Университета на 700 человек».
Состоял архитектором Департамента уделов.

## Проекты и постройки

### Бузулук
- Троицкий собор (православный Свято-Троицкий собор). Троицкая (Соборная) площадь (1839—1847; не сохранился).

### Санкт-Петербург

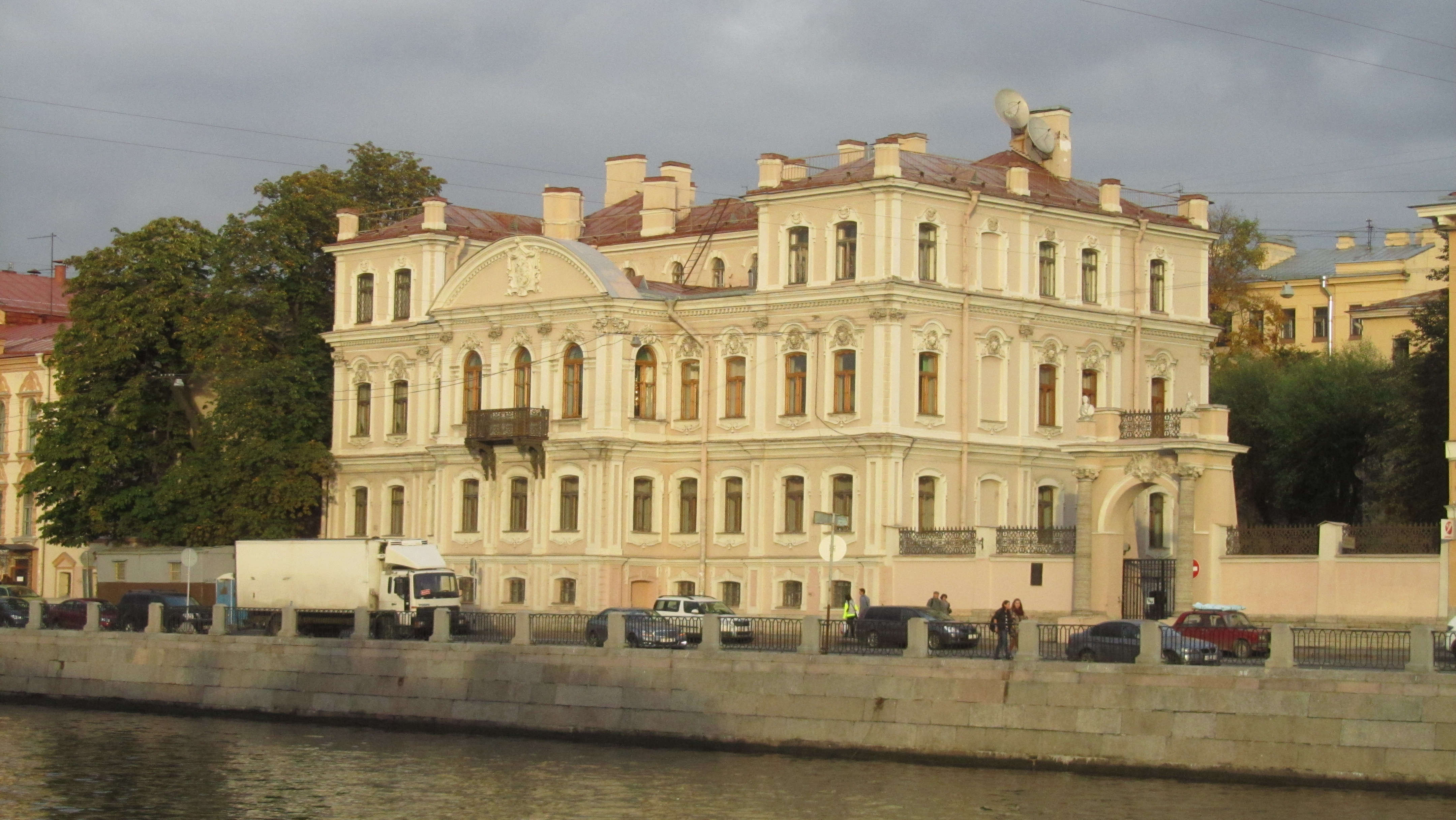
Особняк графини Карловой, перестроенный архитектором в 1843 году

- Лютеранская церковь Святой Екатерины (перестройка). Большой проспект Васильевского острова, 1;
- Доходный дом (расширение). Улица Декабристов, 11 (1839—1840)[3][4];
- Особняк графини Н. Ф. Карловой. Набережная реки Фонтанки, 46 (1843)[5][6];
- Конюшенный корпус. Стрельна, Берёзовая аллея, 3 (1848—1850)[7];
- Доходный дом И. Паллизена. 11-я линия ВО, 16 (1853)[8];
- Жилой дом лютеранской церкви Святой Екатерины. Большой проспект ВО, 1А (1859)[9];
- Доходный дом. Зверинская улица, 5 (1861)[10];
- Часовня Ильи Пророка. Заводская улица, 16 (1861; не сохранилась).